# Seychelská kreolština
Seychelská kreolština (nebo seychelština, seychelsky kreol nebo seselwa) je kreolský jazyk vycházející z francouzštiny. Používá se na Seychelách, kde je oficiálním jazykem spolu s angličtinou a francouzštinou. Používá ho asi 73 000 lidí.
Na Čagoských ostrovech se dříve používala čagoská kreolština, která se někdy bere jako dialekt právě seychelštiny. Dnes mluvčí čagoské kreolštiny žijí hlavně na Mauriciu a ve Spojeném království.

## Ukázky
Otčenáš v seychelské kreolštině a český překlad.
Seychelsky
Ou, nou papa ki dan lesyel, Fer ou ganny rekonnet konman Bondye. Ki ou renny i arive. Ki ou lavolonte i ganny realize Lo later parey i ete dan lesyel Donn nou sak zour nou dipen ki nou bezwen. Pardonn nou pour bann lofans Ki noun fer anver ou, Parey nou pardonn sa ki n ofans nou. Pa les tantasyon domin nou, Me tir nou dan lemal.
Česky
Otče náš, jenž jsi na nebesích, posvěť se jméno tvé, přijď království tvé, buď vůle tvá jako v nebi, tak i na zemi. Chléb náš vezdejší dej(ž) nám dnes a odpusť nám naše viny, jako i my odpouštíme našim viníkům a neuveď nás v pokušení, ale zbav nás od zlého. Amen.

### Všeobecná deklarace lidských práv
| seychelsky | Nou tou imen nou'n ne dan laliberte ek legalite, dan nou dignite ek nou bann drwa. Nou tou nou annan kapasite pou rezonnen, e fodre nou azir anver lezot avek en lespri fraternel. |
| česky      | Všichni lidé se rodí svobodní a sobě rovní co do důstojnosti a práv. Jsou nadáni rozumem a svědomím a mají spolu jednat v duchu bratrství.                                         |